# ウグリェシャ・ラディノヴィッチ
ウグリェシャ・ラディノヴィッチ（Uglješa Radinović (セルビア語: Угљеша Радиновић、1993年8月25日 - ）は、セルビア・ノヴィ・サド出身のプロサッカー選手。セルビア・スーペルリーガ・FKプロレテル・ノヴィ・サド所属。ポジションは、ミッドフィールダー。